# Fenosa
Fuerzas Eléctricas del Noroeste S.A., més coneguda per l'acrònim Fenosa, era una empresa elèctrica espanyola fundada a La Corunya el 1943 per l'empresari Pedro Barrié de la Maza, amb l'objectiu d'aglutinar les empreses del sector que posseïa a través de diverses societats, algunes gestionades pel Banco Pastor de la seva propietat, com la Sociedad General Gallega de Electricidad (que gestionava l'expropiada Electra Popular Coruñesa) i unes altres sota el seu mandat directe com Fábrica de Gas y Electricidad.
La fidelitat del fundador de l'empresa al règim franquista va ser premiada pel general Franco a Barrié, a qui va nomenar el 1955 Comte de Fenosa, sent l'únic cas d'un títol nobiliari atorgat en honor d'una empresa.
El monopoli atorgat pel règim a l'empresa li va permetre una gran expansió a nivell nacional al llarg dels anys 1960 i 1970, que va culminar amb la seva fusió amb Unión Eléctrica Madrileña el 1983 per formar la potent Unión Fenosa.